# 더글러스 페어뱅크스
더글러스 페어뱅크스(Douglas Fairbanks, 1883년 5월 23일 ~ 1939년 12월 12일)는 미국 20세기 초의 배우, 영화 프로듀서이며 유나이티드 아티스츠의 공동 창립자였다. 초창기에는 코미디 영화에서 코미디언으로 활동하다가 1920년 《쾌걸 조로》를 시작으로 직접 대본을 쓰고 영화를 제작하기 시작했다. 이후 아내 메리 픽퍼드와 함께 《삼총사》(1921), 《로빈 후드》(1922), 《바그다드의 도둑》(1924), 《말괄량이 길들이기》(1929), 《철가면》(1929)에 이르기까지 유성영화 초기 시대를 이끌었다. 유작은 《돈 후안의 사생활》(1934)이다.

## 어린 시절
더글러스 엘튼 토머스 얼먼 (Douglas Elton Thomas Ullman)이라는 본명으로 콜로라도주 덴버의 유대인 집안에서 태어났다. 그는 자신이 5세때 가족을 떠난 알콜중독자 아버지의 아들이었다. 유대교 신앙으로 태어난 그는 초기 나이에 자신의 가족이 이 사실에 난처하게 숙고했기 때문에 사실을 숨기는 데 가르쳐졌다. 이 시간까지 그는 겨우 11세였고, 페어뱅크스는 덴버와 그 주위의 지역에서 연기하고 있었다. 그러나 뉴욕은 주요 배우들이 활약한 곳이었다. 이미 자신이 원했던 것을 알던 이래 페어뱅크스는 17세 만의 나이에 뉴욕으로 이주하였다. 그는 연예계 비지니스로 뛰어드는 데 계획을 세웠으나 대신 먹고 사는 데 충분한 돈을 버는 뜨내기 일을 하는 것으로 강요되었다.

## 초기 업무
페어뱅크스는 소의 운송업자와 월스트리트에서 사원으로 일하였다. 자신의 자유 시간에 그는 연기 직업을 얻는 시도에 극장들로 자주 갔다. 결국 2년 후에 그는 프레더릭 와드 컴퍼니의 제작 《공작의 광대》에서 플로리오 역으로서 자신의 데뷔를 이루었다. 그는 야망적이고, 열심히 일하고 훌륭한 배우로 개발하였으나 자신의 잘 생긴 외모에 불구하고 아직도 출연 역할들을 얻을 수 없었다. 그를 피하는 데 성공은 지속되었고, 그는 배우가 되는 데 자신의 결정을 의문하기 시작하였다.
1907년 페어뱅크스는 브로드웨이에 플랫아이언 빌딩에 사무실과 함께 뷰캐넌 비누 회사의 소유자 애나 베스 설리에게 결혼하였다. 그의 장인은 페어뱅크스가 연기 비지니스를 잊고 회사를 위하여 일하는 것을 원하였다. 페어뱅크스는 회사에서 6개월간 일하다가 극장들로 돌아갔다. 그가 떠난지 짧은 후에 뷰캐넌 비누 회사는 사업에 바닥이 난 것으로 그의 시간적 조절이 좋았다.
페어뱅크스는 사소한 역들의 일련을 얻어 중요한 사람들에 의하여 보였으나 주역은 아직도 오지 않았다. 빈곤에 익숙하지 않은 사교계 명사인 그의 부인 애나는 임신을 하였다. 결혼 생활이 결국적으로 무너졌어도 그녀는 그의 이름을 딴 아들을 두었다.

## 할리우드로부터 제공
페어뱅크스는 서부로 이주하여 브로드웨이 배우들이 무성 영화로 부른 "희미한 빛"을 만드는 데 제공을 받았다. 처음에 그는 저항하였으나 할리우드가 영화를 만드는 한해를 위하여 10만 달러를 제공했을 때 그는 마지못해 동의하였다. 페어뱅크스는 1915년 31세의 나이에 트라이앵글 영화사에 도착하였다. 처음에 그는 아무 영화계 사람들에 인상을 주는 데 실패하였다. 페어뱅크스와 일하는 데 업무에 배정된 영화 감독 데이비드 와크 그리피스는 새 배우에 관하여 "그는 캔털루프 같은 두상을 가졌으나 연기를 못한다."라고 말하였다.
그러나 페어뱅크스는 자신이 연기를 잘 할 수 있다는 것을 증명하였다. 그는 코미디, 로맨스, 서부 영화와 객실 풍자를 포함한 25개 이상의 영화들을 만들었다. 그의 초기 영화들 중 아무것도 그를 유명하게 만든 타입이 아니었으나 그것들은 여전히 꽤 재미있었다. 페어뱅크스는 자신 소유의 제작자를 형성하는 데 자신이 할 수 있던 것과 매우 인기있게 되어 자신 소유의 영화들을 제작하고 각본을 쓰기 시작하였다.

## 유나이티드 아티스츠의 형성

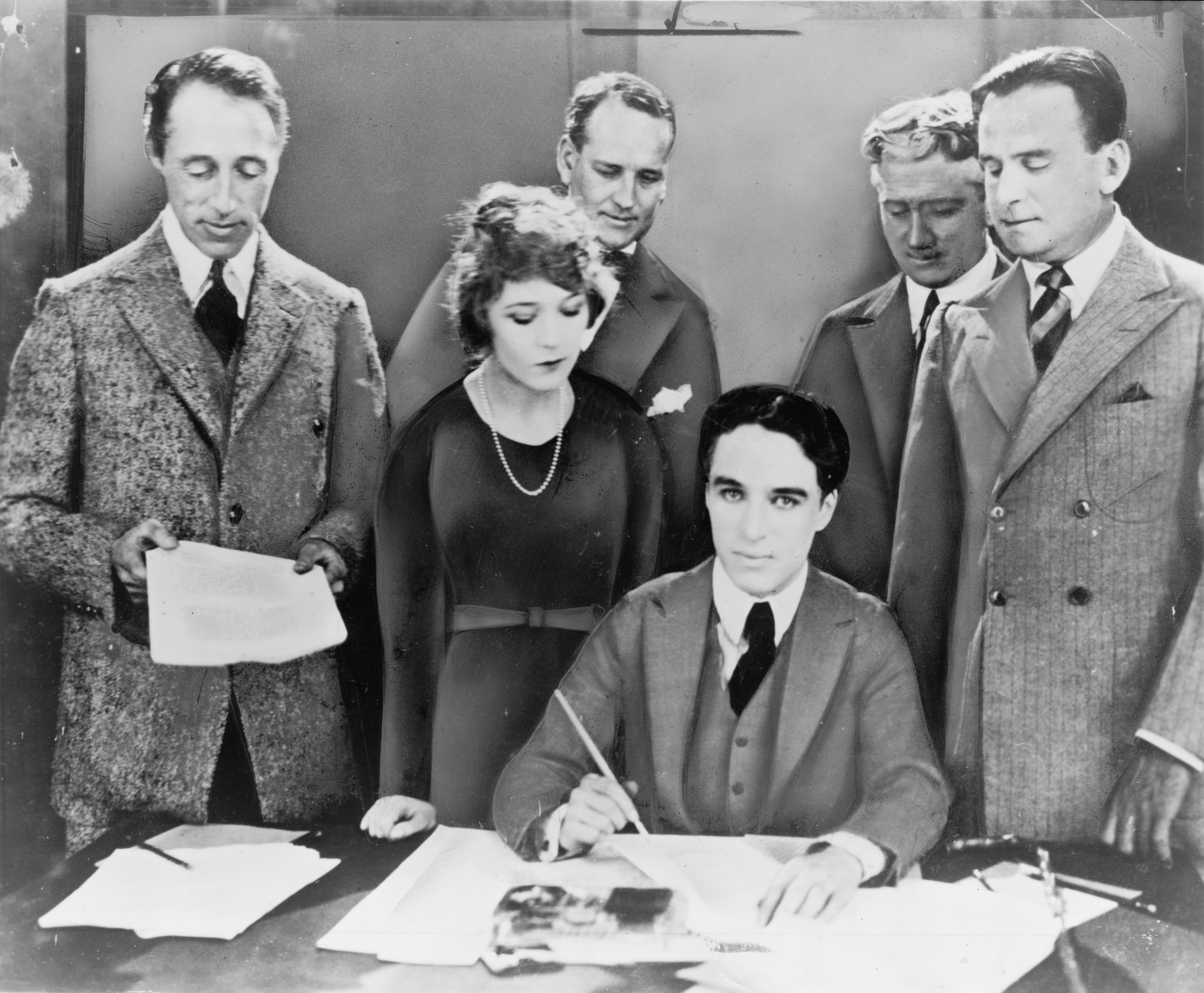
1919년 유나이티드 아티스츠의 설립에 계약에서 (좌로부터 데이비드 와크 그리피스, 메리 픽퍼드, 찰리 채플린 (앉은이)과 페어뱅크스)

1917년 전쟁 채권들의 판매 투어가 있는 동안 그는 여배우 메리 픽퍼드를 만나 필사적으로 사랑에 빠졌다. 하지만 그와 픽퍼드는 당시 둘다 결혼되었고, 바람을 피우는 것은 팬 혹은 제작자들도 아무도 이해할 수 없던 영화의 초기 세월에 받아들여질 수 없었다. 그래서 둘다 견고한 배우와 기업인들에게 성숙하면서 그 둘은 거의 3년의 세월 동안 자신들의 연애를 숨겼다. 1919년 그들은 자신들 소유의 영화들을 제작한 예술인들을 위하여 독립적인 배급 채널을 마련하는 순서에 찰리 채플린과 데이비드 와크 그리피스와 함께 유나이티드 아티스츠를 형성하였다. 그들은 극장들로 예약 차단의 영화들의 실습을 깨는 데 희망을 두었다. 페어뱅크스와 픽퍼드도 또한 자신들의 파트너들과 이혼하는 대담한 단계를 택하여 결혼하였다.
다음 몇년 동안 페어뱅크스는 시간의 시험을 선 모험적 영화들의 일련을 만들었다. 1921년 《쾌걸 조로》와 《삼총사》, 1922년 《로빈 후드》, 1924년 《바그다드의 도둑》과 1926년 《검은 해적》을 만들었다. 이 영화들은 극단적으로 비싸고, 아름답고 굉장한 성공이었다. 각각 영화의 모든 세부 사항은 페어뱅크스에 의하여 다루어졌고, 그것은 각각의 장면에 당신이 "그의 아음을 느낄 수 있었다."고 말해졌다. 그 동안 픽퍼드는 자신소유의 영화들에 연기하고 있었고 뿐만 아니라 증가적으로 인기있게 되었다. 둘은 이 세월 동안 아주 명백하게 할리우드의 "왕과 여왕"이었다.

## 영화 예술 과학 아카데미

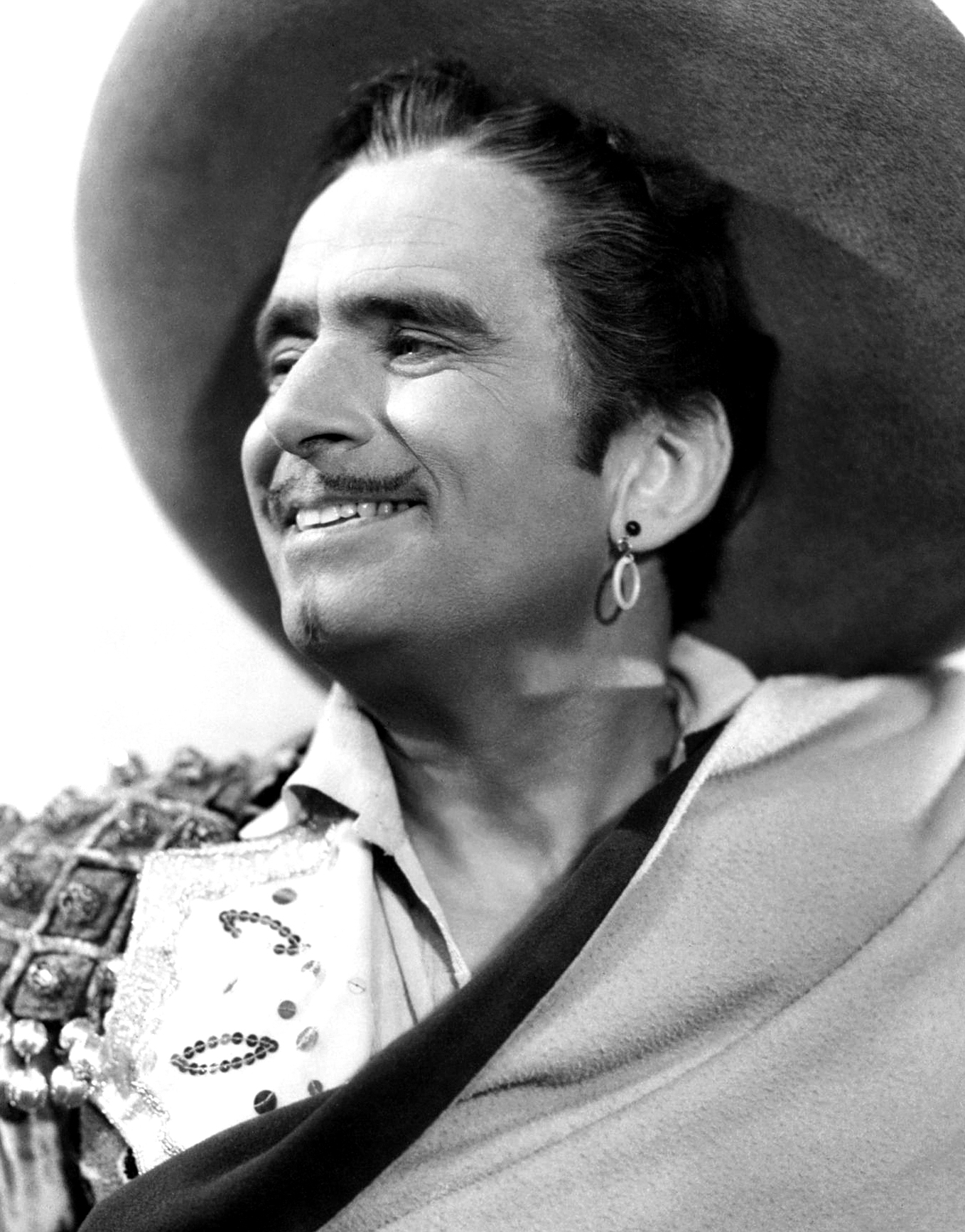
1934년 《돈 후안의 사생활》에서

1927년에 페어뱅크스는 44세였고 그가 자신의 연기 경력의 말기 가까이 있었다는 것을 알았다. 그는 자신의 비지니스의 경영과 함께 활동에 남아 영화 예술 과학 아카데미를 형성하였고 첫 시상식을 감시하였다. 그는 또한 할리우드 불버드에 TCL 차이니즈 시어터의 개장에 연루되었다. 이 유명한 관광 명소 외부에 안마당은 페어뱅크스의 자신 소유와 픽퍼드가 처음에 놓이면서 영화 배우들의 발자국과 손바닥 자국들을 나타냈다. 결국 그는 아카데미상 시상식의 초대 현장 루스벨트 호텔을 개장하는 도움을 주었다.
페어뱅크스와 픽퍼드는 "픽페어" (Pickfair)로 불린 베벌리힐스에 있는 맨션에 살았다. 밤낮으로 관중들이 사유지의 정문들 주의에를 맴돌아 각각의 팬은 지면에 2명의 유명한 주인들이 그들의 말을 타거나 자신들의 소유지에 있는 호수에서 보트를 타는 것을 살짝 엿보는 데 희망을 두었다. 페어뱅크스는 이 시간에 어떤 좋은 영화들을 만들었다. 그는 《가우초》, 《철가면》, 《엘리자베스 비숍의 연인》과 다른 영화들에서 실제 문제들과 실제 남자의 역할을 맡았다.
1933년 영화 팬들의 슬픔으로 페어뱅크스와 픽퍼드는 영화로부터 자신들의 은퇴를 선언하였고, 그 곧 후에 그들의 결혼 생활이 깨지고 말았다. 그들은 영화 《말괄량이 길들이기》를 함께 만드는 데 결정하였고, 그것은 실패작이었다. 그들은 각각 실패를 위하여 서로 핑계를 대었다. 페어뱅크스의 아들 더글러스 주니어는 자신의 부친이 공공의 눈으로부터 퇴색했던 동안 굉장한 스타 배우가 되었다.

## 사망
이혼 후, 페어뱅크스는 자신의 연인 실비아 애슐리와 결혼하였다. 그는 심장의 문제로부터 고통을 겪었으나 1939년 초순에 자신의 유명한 아들과 더불어 자신이 스타 배우로 계획한 새로운 영화를 위하여 각본을 쓰기 시작하였다. 각본은 전혀 끝나지 않았다. 페어뱅크스는 그해 12월 19일 캘리포니아주 샌타모니카에서 수면 중에 심근 경색으로 사망하였다.
페어뱅크스가 사망했을 때 팬들 사이에 절망의 깊이를 보이는 데 유나이티드 프레스 인터내셔널은 다음과 같은 묘비명을 발간하였다. -
"광대한 태평양을 바라 본 그의 샌타모니카 맨션의 창문 앞에 더글러스 페어뱅크스 시니어의 시신이 오늘밤 화려한 조각으로 누워있다. 밤낮을 통하여 할리우드 명사와 함께 일했던 잊혀진 자와 그의 흔들리는 세월에 페어뱅크스로 알려진 행진이 왔다. 몇 시간 동안 "마르코 폴로"로 불린 페어뱅크스 씨의 150 파운드 마스티프 견이 죽음의 침대 옆에 낑낑거려 움직이는 데 거부하였다."
할리우드의 왕이 가고 없자 대부분의 사람들은 그와 같은 다른 이들이 전혀 없을 것이라고 동의하였다.